# Jazz für die Russen – To Russia with Jazz
Jazz für die Russen – To Russia with Jazz ist ein deutscher Dokumentarfilm der Regisseurin Konstanze Burkard über die Sowjetunion-Tournee 1962 von Benny Goodman und seiner All-Star-Band aus dem Jahre 2011.

## Handlung
Anhand historischem Bildmaterial, Konzertmitschnitten und Interviews mit einer Reihe von beteiligten amerikanischen Musikern und sowjetischen Künstlern wird der Tourneeverlauf des Benny-Goodman-Orchestra dokumentiert. In Interviews beschreiben die Musiker John Bunch, Bill Crow, Jerry Dodgion, Phil Woods, Joe Wilder und die Sängerin Joya Sherrill ihre Erlebnisse während der Tournee. David Goloschtschokin und Gennadi Golstein berichten von den Begegnungen mit den amerikanischen Gästen, unter anderem bei einer nächtlichen Jamsession in Leningrad. So erzählt Phil Woods die Anekdote der „sprechenden Büsche“ in Moskauer Gorki-Park: Da die Menschen zu ängstlich waren, die amerikanischen Gäste direkt anzusprechen und auch kein Englisch konnten, nannten sie einfach Namen von Musikern, die sie kannten; die Goodman-Musiker antworteten mit weiteren Namen. Nach Goodmans Besuch erhielt Gennadi Golstein die Einladung für eine voll finanzierte Tournee durch die Vereinigten Staaten, jedoch aus Angst davor, dass man ihn für einen Spion halten und verhaften könnte, verbrannte seine Frau den Brief.

## Hintergrund
Im Sommer 1962, auf dem Höhepunkt des Kalten Krieges, schickte die US-amerikanische Regierung den Swing-Klarinettisten Benny Goodman mit 19 jungen Jazzmusikern auf eine Tournee durch die Sowjetunion. Es war als Antwort auf Chruschtschows Kulturoffensive gedacht, in der Hoffnung, die Musik der Bigband könnte der dortigen Bevölkerung einen positiven Eindruck von den Vereinigten Staaten bieten: „Der Jazz, der in der damaligen UdSSR als minderwertig galt, sollte hörbar, spürbar und subversiv den American Way of Life verkörpern. Das Benny Goodman Orchestra, darunter sechs schwarze Musiker, war die erste amerikanische Bigband auf sowjetischem Boden. Sie sollte die Herzen der vermeintlichen Erzfeinde erobern und der kulturellen Herausforderung der Sowjets, verkörpert durch ihre großen Virtuosen in der klassischen Musik, die uramerikanische Symbolmusik der Freiheit schlechthin entgegensetzen“.
Unter ständiger Beobachtung durch den KGB kam es nur zu wenigen Begegnungen mit russischen oder georgischen Musikern. Benny Goodman und sein Orchester spielten in 30 Konzerten vor circa 180.000 Menschen in Moskau, Sotschi, Tiflis, Taschkent, Leningrad und Kiew.

## Veröffentlichung
Der Film wurde in Deutschland erstmals am 29. Oktober 2011 im Fernsehsender 3sat ausgestrahlt. Zuvor lief er u. a. im März 2011 in der Montrealer Cinémathèque Québécoise.